# Кејни Сити (Тексас)
Кејни Сити (енгл. Caney City) град је у америчкој савезној држави Тексас. По попису становништва из 2010. у њему је живело 217 становника.

## Демографија
Према попису становништва из 2010. у граду је живело 217 становника, што је 19 (8,1%) становника мање него 2000. године.
| Група             | 2000.       | 2010.       |
| Белци             | 170 (72,0%) | 154 (71,0%) |
| Афроамериканци    | 61 (25,8%)  | 57 (26,3%)  |
| Азијати           | 0 (0,0%)    | 1 (0,5%)    |
| Хиспаноамериканци | 2 (0,8%)    | 3 (1,4%)    |
| Укупно            | 236         | 217         |